# Emsien
| Systeem                                 | Serie         | Etage       | Ouderdom (Ma) |
| --------------------------------------- | ------------- | ----------- | ------------- |
| Carboon                                 | Mississippien | Tournaisien | jonger        |
| Devoon                                  | Boven         | Famennien   | 358,9–372,2   |
| Devoon                                  | Boven         | Frasnien    | 372,2–382,7   |
| Devoon                                  | Midden        | Givetien    | 382,7–387,7   |
| Devoon                                  | Midden        | Eifelien    | 387,7–393,3   |
| Devoon                                  | Onder         | Emsien      | 393,3–407,6   |
| Devoon                                  | Onder         | Pragien     | 407,6–410,8   |
| Devoon                                  | Onder         | Lochkovien  | 410,8–419,2   |
| Siluur                                  | Pridoli       | Pridoli     | ouder         |
| Indeling van het Devoon volgens de ICS. |               |             |               |

Het Emsien (Vlaanderen: Emsiaan) is de bovenste etage in het Onder-Devoon, met een ouderdom van 407,6 ± 2,6 tot 393,3 ± 1,2 Ma. Het wordt voorafgegaan door het Pragien (ook Siegenien genoemd) en op het Emsien komt het Eifelien (of Couvinien).

## Naamgeving
Het Emsien is genoemd naar de plaats Bad Ems (Duitsland). De naam en etage werden in 1900 door H. D. de Dorlodot vastgesteld.

## Definitie
De basis van het Emsien wordt gedefinieerd door het eerste voorkomen van de conodont Polygnathus kitabicus (=
Polygnathus dehiscens). De top wordt gedefinieerd door het eerste voorkomen van de conodont Polygnathus costatus partitus. De GSSP van het Emsien ligt in de Zinzilbankloof ten zuidoosten van Samarkand (Oezbekistan).